# 福島祐子
福島 祐子（ふくしま ゆうこ）は、日本の作曲家、編曲家。音楽制作プロダクション「ミラクル・バス」に所属している。

## 主な作品

### 映画
- 2007年 - 愛の流刑地

### テレビドラマ
- 2002年 - 君を見上げて（NHK）
- 2003年 - 真実一路（東海テレビ）
- 2004年 - あゝ離婚式（フジテレビ）
- 2006年 - Ns'あおい（フジテレビ）
- 2006年 - 吾輩は主婦である（TBS）
- 2006年 - だめんず・うぉ〜か〜（日本テレビ）
- 2006年 - 硫黄島〜戦場の郵便配達〜（フジテレビ）
- 2007年 - 愛の流刑地（日本テレビ）
- 2007年 - 歌姫
- 2008年 - 佐々木夫妻の仁義なき戦い（TBS）
- 2008年 - 絶対彼氏。
- 2008年 - 学校じゃ教えられない!（日本テレビ）
- 2008年 - Cafe吉祥寺で（テレビ東京）
- 2009年 - 神の雫（日本テレビ）
- 2011年 - 華和家の四姉妹（TBS）

### テレビアニメ
- 2002年 - フォルツァ!ひでまる（テレビ東京）
- 2003年 - 無限戦記ポトリス（テレビ東京）
- 2003年 - PAPUWA（テレビ東京）
- 2004年 - 陰陽大戦記（テレビ東京）
- 2005年 - ラムネ（関西テレビ）
- 2006年 - うっかりペネロペ（NHK教育）
- 2007年 - 古代王者 恐竜キング Dキッズ・アドベンチャー（テレビ朝日）
- 2022年 - 虫かぶり姫（AT-Xほか）[1]

### OVA
- 2001年 - BLUE REMAINS ブルーリメイン

### ラジオドラマ
- 2005年 - ぼんくら・日暮らし（ABCラジオ）
- 2006年 - 京極夏彦ラジオドラマ 『百器徒然袋』（ABCラジオ）
- 2007年 - ザ・ジョーカー（ABCラジオ）

### ゲーム
- 2003年 - アークザラッド 精霊の黄昏
- 2004年 - アークザラッドジェネレーション

### オリジナル・アルバム
- 1992年 - 時の記憶
- 1996年 - Past Time